# میخالین، شهرستان ویشکوف
میخالین (لهستانی: Michalin) روستایی در گمینا سومیانکا در شهرستان ویشکوف است که در استان ماسوویان در مرکز شرقی لهستان واقع شده‌است. این روستا در ۲ کیلومتری شرق سومیانکا، ۱۱ کیلومتری غرب ویشکوف و ۴۵ کیلومتری شمال شرقی ورشو قرار دارد.